# Trarego Viggiona
Trarego Viggiona là một đô thị ở tỉnh Verbano-Cusio-Ossola trong vùng Piedmont của Ý, có cự ly khoảng 130 km về phía đông bắc của Torino và khoảng 15 km về phia bắc của Verbania. Tại thời điểm ngày 31 tháng 12 năm 2004, đô thị này có dân số 375 người và diện tích là 18,8 km².
Đô thị Trarego Viggiona có các frazioni (đơn vị cấp dưới, chủ yếu là các làng) Viggiona and Cheglio.
Trarego Viggiona giáp các đô thị: Aurano, Cannero Riviera, Cannobio, Falmenta, Oggebbio.